# Historia de los mexicano-estadounidenses

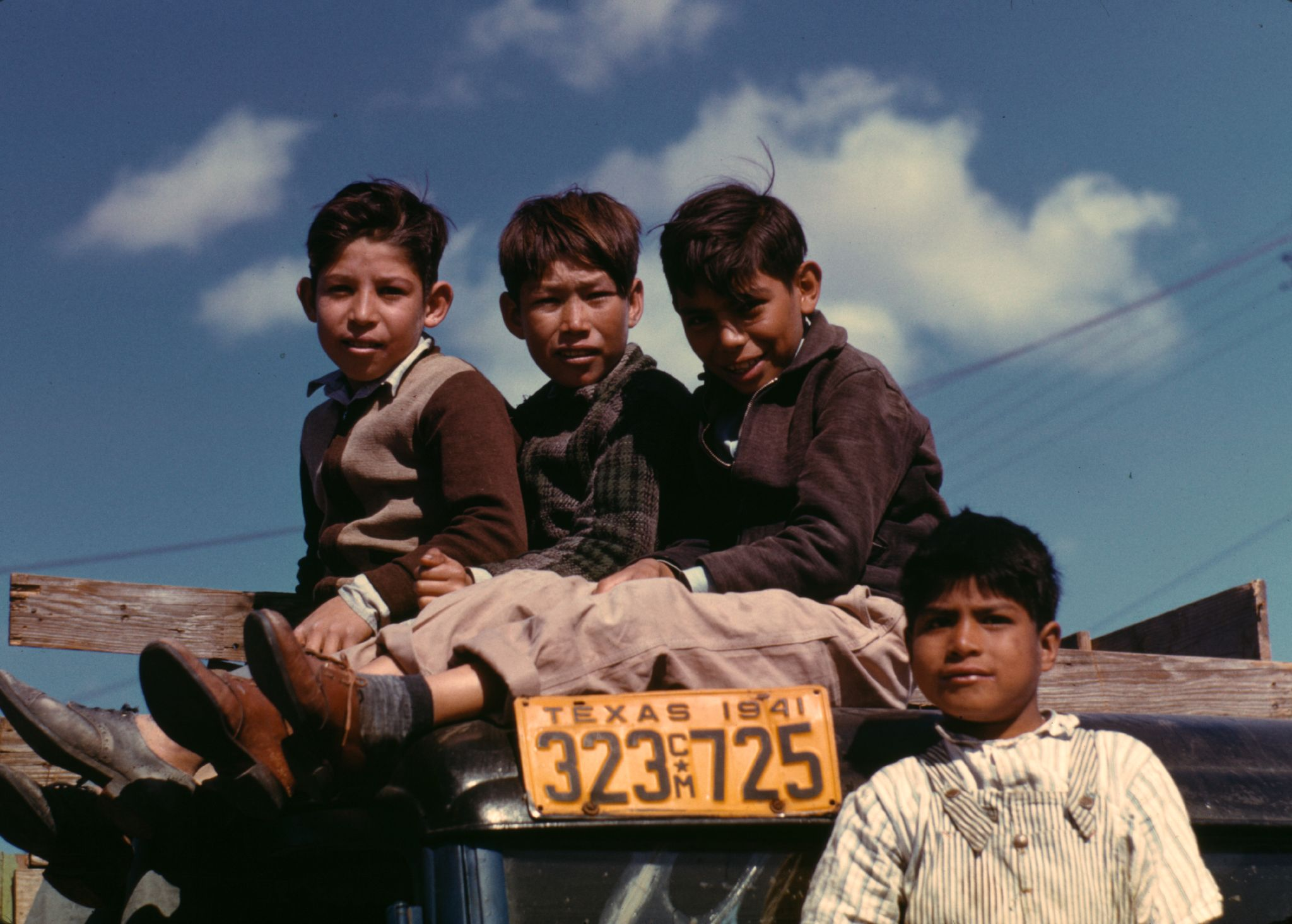
Chicos mexicano-estadounidenses, Robston, Texas, 1942.

La historia de los mexicano-estadounidenses, residentes estadounidenses de ascendencia mexicana, comienza en gran parte a partir de la cesión mexicana después del Tratado de Guadalupe Hidalgo de 1848 que dio fín a la guerra norteamericana. Los casi 80 000 ciudadanos mexicanos residentes en California, Nevada, Utah, Arizona, Colorado y Nuevo México se convirtieron en ciudadanos estadounidenses. Durante la década de 1910, la migración masiva aumentó la población mexicana en Estados Unidos, debido al gran número de personas que huyó de la devastación económica y la violencia producidas en el marco de la revolución. Hasta mediados del siglo XX, la mayoría de los mexicano-estadounidenses vivía a unos pocos cientos de millas de la frontera, aunque algunos se asentaron a lo largo de las líneas ferroviarias desde el suroeste hasta el medio oeste.
En la segunda mitad del siglo XX, los mexicano-estadounidenses se difundieron por todo Estados Unidos, especialmente en el Medio Oeste y el Sudeste, aunque los centros de población más grandes de los grupos permanecen en California y Texas. Durante este período, muchos mexicano-estadounidenses desarrollaron acciones por el derecho al voto, la equidad educativa y laboral, la igualdad étnica y el avance económico y social. Sin embargo, al mismo tiempo, otros grupos de mexicano-estadounidenses lucharon por consolidar y conservar la identidad de su comunidad.
En las décadas de 1960 y 1970, las organizaciones de estudiantes en el Movimiento chicano desarrollaron ideologías de nacionalismo propio, destacando la discriminación estadounidense contra los mexicano-estadounidenses y enfatizando los fracasos generales de una sociedad culturalmente pluralista. Identificándose con los conceptos de La Raza, los activistas chicanos buscaron afirmar el carácter distintivo racial y el estatus de clase trabajadora de los mexicano-estadounidenses, crear un movimiento pro-barrio y afirmar que "el marrón es hermoso" ("Brown is beautiful"). 
Con su incitación tanto en contra de la asimilación étnica como del maltrato de los trabajadores de bajos salarios, el Movimiento Chicano fue la primera movilización a gran escala del activismo mexicano-americano en la historia de Estados Unidos.